# Некудер
Никудер (Некудер, Никудар, Негудер) — монгольский полководец при Императоре Берке и нойон Золотой Орды . В конце XIII века он, как и многие другие нойоны Золотой Орды, принял ислам . Впоследствии он принял мусульманское имя Ахмад Хан . 
До битв между Берке и Хулагу Никудер способствовал миру в Восточном Хорасане и прилегающих к нему районах Центральной Азии. Когда в 1260 году начались битвы между Берке и Хулагу, Негудар взял под свой контроль часть армии Берке  в основном в Газни и восточном Афганистане .

## Современные хазарейцы и никудерийцы
Некудер и отряд монгольских всадников в конечном итоге обосновались в различных частях современного Афганистана  включая Кабул  и Герат . Монголы в Афганистане приняли его имя позже, когда они объединились в Чагатайское ханство во время правления Алгу . Сегодня никудари, старая форма монгольского языка, вымершая в Монголии, сохранилась в Афганистане и названа в честь Никудера.